# Talent Team Papendal Arnhem 2021-2022 (maschile)
Questa voce raccoglie le informazioni riguardanti il Talent Team Papendal Arnhem nelle competizioni ufficiali della stagione 2021-2022.

## Stagione
Il Talent Team Papendal Arnhem partecipa alla stagione 2021-22 senza alcuna denominazione sponsorizzata.
Ottiene un ottavo posto nella regular season di Eredivisie.

## Organigramma societario
Area direttiva
- Presidente: ?

Area tecnica
- Allenatore: Arnold van Ree

## Rosa
| N° | Nome            | Ruolo | Data di nascita  | Nazionalità sportiva |
| -- | --------------- | ----- | ---------------- | -------------------- |
| 1  | Siebe Korenblek | C     | 22 marzo 2002    | Paesi Bassi          |
| 3  | Luuk Hoge Bavel | S     | 14 dicembre 2001 | Paesi Bassi          |
| 4  | Nick Martherus  | L     | 27 maggio 2001   | Paesi Bassi          |
| 5  | Thomas Sleurink | O     | 22 giugno 2004   | Paesi Bassi          |
| 7  | Alek Aleksov    | L     | 1º marzo 2004    | Paesi Bassi          |
| 9  | Sil Meijs       | P     | 13 marzo 2002    | Paesi Bassi          |
| 10 | Jelle Bosma     | C     | 8 marzo 2003     | Paesi Bassi          |
| 11 | Guus Boer       | S     | 2 aprile 2004    | Paesi Bassi          |
| 13 | Saimen Hage     | S     | 20 febbraio 2005 | Paesi Bassi          |
| 14 | Kees Merkx      | P     | 3 giugno 2003    | Paesi Bassi          |

## Statistiche

### Statistiche di squadra
| Competizione | Punti | In casa | In casa | In casa | In trasferta | In trasferta | In trasferta | Totale | Totale | Totale |
| Competizione | Punti | G       | V       | P       | G            | V            | P            | G      | V      | P      |
| ------------ | ----- | ------- | ------- | ------- | ------------ | ------------ | ------------ | ------ | ------ | ------ |
| Eredivisie   | 18    | 10      | 4       | 6       | 9            | 2            | 7            | 19     | 6      | 13     |
| Totale       | -     | 10      | 4       | 6       | 9            | 2            | 7            | 19     | 6      | 13     |

### Statistiche dei giocatori
Dati non disponibili.